# Histoire de France (Maurois)
Histoire de France est un ouvrage publié en 1947 par l'écrivain français André Maurois aux Éditions de la Maison française et retraçant l'Histoire de la France, du peuplement de la Gaule par les Celtes aux débuts de la quatrième République. 

## Présentation
Elle est divisée en sept livres, correspondant à sept périodes, eux-mêmes composés chacun d'un à douze paragraphes.
Ces livres sont ainsi intitulés :
1. Les Origines et le Moyen Âge
2. Renaissance et Réforme
3. La Monarchie absolue
4. La Révolution française
5. Le Temps des oscillations
6. La Troisième République
7. La Quatrième République